# Eresia clio
Eresia clio, a crescente comum ou Clio crescente, é uma borboleta da família Nymphalidae. Foi descrita por Carl Linnaeus em 1758. Ela é encontrada do sul do México até o Peru, Bolívia, Guianas e Brasil (do Amazonas ao Mato Grosso). O habitat é constituído por bordas de floresta com baixa vegetação. A envergadura é de cerca de 36 mm. Os adultos se alimentam de néctar de flores e os machos foram observados absorvendo umidade de bancos de areia, leitos de rios, lagos secos ou chafurdas de porcos selvagens.

## Subespécies
- Eresia clio clio (América Central até o Brasil)
- Eresia clio reducta (Hall, 1929) (Equador)